# عبد الرحمن العنزي (لاعب كرة قدم مواليد 1991)
عبدالرحمن العنزي، من مواليد 31 ديسمبر 1991، لاعب كرة قدم كويتي، يلعب في خط الدفاع.